# Funen
Funen (Deens: Fyn; uitspraak: Fuun maar kort uitgesproken als in U) is een eiland in Denemarken. Het is na Seeland het grootste eiland van het land en na het eerder genoemde eiland en Gotland het op twee na grootste in de Oostzee. Het wordt door de Grote Belt gescheiden van Seeland en door de Kleine Belt van Jutland. Funen is door bruggen en tunnels met Jutland en Seeland verbonden.
De grootste stad op Funen is Odense. Het eiland wordt de "Tuin van Denemarken" genoemd.
Bekende personen die op Funen zijn geboren zijn de sprookjesschrijver Hans Christian Andersen (1805-1875) en de componist Carl Nielsen (1865-1931).

## Indeling
Funen was in het verleden deel van de provincie Funen. Sinds de afschaffing van provincies in 2007 maakt het eiland deel uit van de regio Zuid-Denemarken. Bij dezelfde bestuurlijke reorganisatie is het aantal gemeenten op het eiland teruggebracht van 31 naar 8. Die 8 zijn:

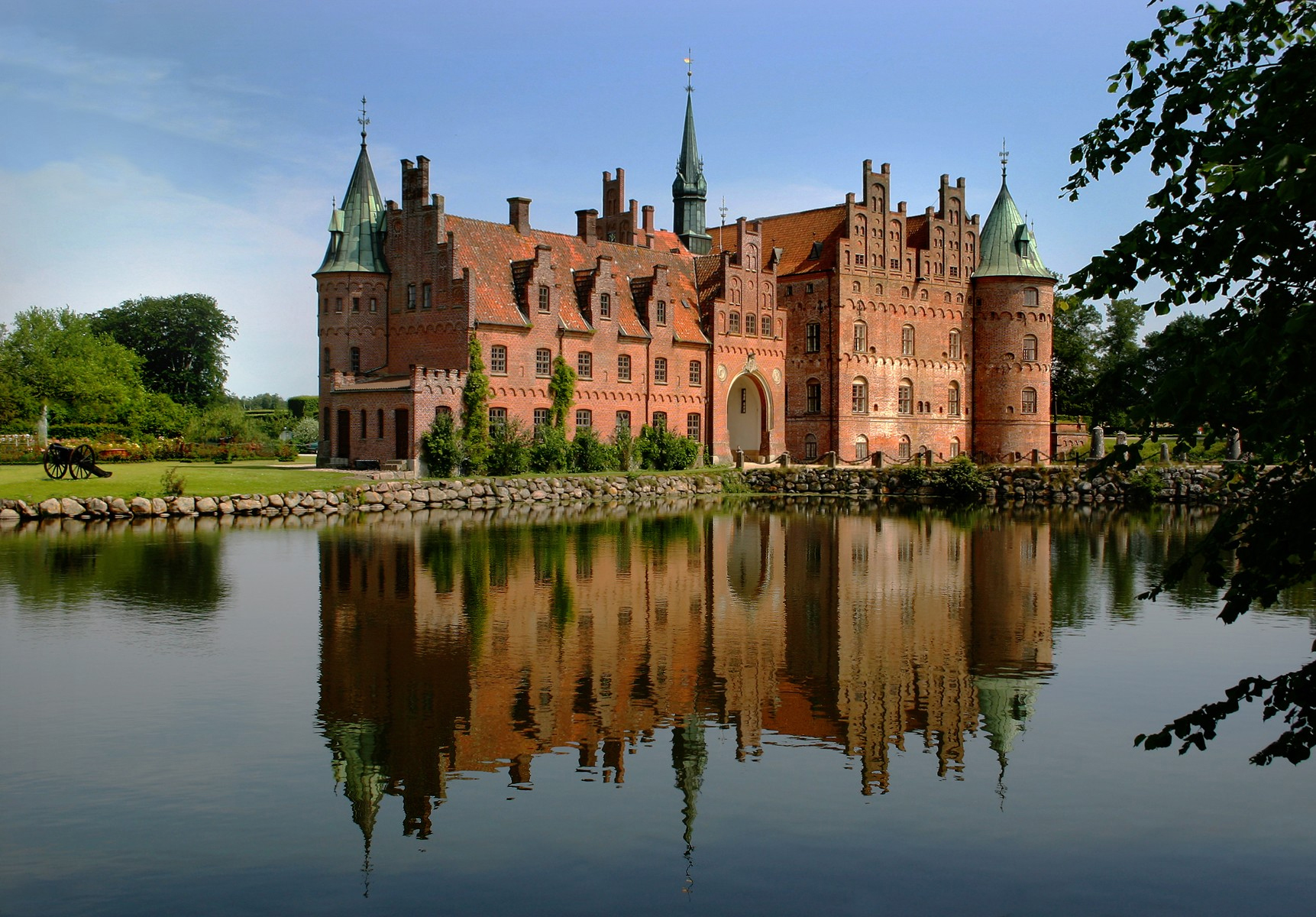
Slot Egeskov op het Deense eiland Funen.

1. Assens
2. Faaborg-Midtfyn
3. Kerteminde
4. Middelfart
5. Nordfyn
6. Nyborg
7. Odense
8. Svendborg